# Арбо Валдма
Арбо Валдма (ест. Arbo Valdma; Пјарну, 20. фебруар 1942) јесте естонски пијаниста и клавирски педагог. Стекао је интернационалну репузацију својим дугогодишњим и утицајним педагошким радом у Естонији, бившој Југославији (Србија) и Немачкој. Одшколовао је генерације врхунских пијаниста, од којих су многи остварили значајне међународне каријере.

## Биографија

### Образовање
Арбо Валдма је студирао клавир на Државном конзерваторијуму у Талину (данас Естонска академија за музику и позориште) у класи професора Бруна Лука (Bruno Lukk), који је био ученик чувеног Артура Шнабела и Леонида Кројцера. 
Након дипломирања у Талину, наставио је усавршавање на престижном Московском конзерваторијуму, где је завршио магистарске и докторске студије у класи професорке Нине Јемељанове (Нина Емельянова), која је била ученица истакнутих представника руске клавирске школе попут Самуила Фајнберга и Константина Игумнова.

### Педагошка каријера
Своју педагошку каријеру започео је 1970. године на Државном конзерваторијуму у Талину, где је убрзо стекао углед као изузетан педагог.
Године 1978. (или 1979. према неким изворима), на позив Андреје Прегера, долази у Југославију и почиње да предаје клавир и клавирску педагогију на Академији уметности у Новом Саду. Недуго затим, 1984. године, почиње да ради и на Факултету музичке уметности у Београду. Током свог деловања у Новом Саду и Београду (до 1992. године), одшколовао је читаву плејаду изузетних српских и југословенских пијаниста који су касније остварили светске каријере. Сматра се једним од најзначајнијих клавирских педагога који су радили на овим просторима.
Од 1992. до 2008. године био је редовни професор клавира на Високој школи за музику у Келну (Hochschule für Musik und Tanz Köln) у Немачкој. Након одласка у пензију, наставио је сарадњу са овом институцијом као професор емеритус.
Поред редовног професорског рада, Арбо Валдма је познат широм света по одржавању бројних мајсторских курсева (masterclass) за пијанисте и клавирске педагоге на свим континентима. Држао је семинаре и курсеве у преко 40 земаља, на престижним институцијама и фестивалима.

### Извођачка каријера
Иако је превасходно познат као педагог, Валдма је имао и концертну каријеру, наступајући као солиста и камерни музичар.

## Значајни ученици
Арбо Валдма је одшколовао велики број пијаниста. Међу његовим најистакнутијим студентима из периода рада у Србији су:
- Јасминка Станчул
- Наташа Вељковић
- Рита Кинка
- Александар Маџар
- Дина Милетић
- Ђорђе Милојковић

Из његове класе потекли су и многи други пијанисти који су остварили успешне каријере као извођачи или педагози широм света.

## Признања
- Почасни докторат Естонске академије за музику и позориште (2002).[1]